# Maya Erskine
Maya Erskine, född 7 maj 1987 i Los Angeles, Kalifornien, är en amerikansk skådespelare.
Erskine har bland annat medverkat i TV-serierna Crossing Swords och Mr. & Mrs. Smith från 2023 där hon spelar Mrs. Smith. Hon har även medverkat i filmen Scoob! från 2020.

## Filmografi (i urval)
- 2020 – Scoob!
- 2020–2021 – Crossing Swords (TV-serie)
- 2023 – Mr. & Mrs. Smith (TV-serie)
- 2024 – Sacramento